# Ana Ahmatova
Ana Andrijivna Ahmatova (ukr. А́нна Андрі́ївна Ахма́това, rođena: Gorenko ili Horenko, ukr. Го́ренко; Ukrajina, Odesa, 23. lipnja 1889. - Rusija, Domodedovo, 5. ožujka 1966.), ruska i ukrajinska pjesnikinja. Etnička Ukrajinka rođena u pretežito rusofonoj carskoj Odesi uglavnom je pisala i stvarala na ruskom jeziku te je njezin rad u svijetu percipiran uglavnom kao dio ruske književnosti.
U svojim ranim godinama bila je uključena u avangardni umjetnički svijet Sankt Peterburga, gdje je bila članica književnog pokreta poznatog kao akmeizam, koji su promovirali njezin prvi suprug Nikolaj Gumilev i Osip Mandeljštam, koji su htjeli raskinuti se s metaforičkom prirodom simbolike i ponovno uspostaviti semantičku vrijednost riječi. Izrazito je lirski talent, a poezija joj se zasniva na jedinstvu naivnosti i iskusnosti, čuvstvenosti, snažnih osjećaja i patetike. Procvat njezine lirike pada u vrijeme revolucije, a poslije nastaje zastoj sve do novog uspona, pedesetih godina. Njezine pjesme bile su zabranjene nakon revolucije, a ona je optužena  za izdaju. Godine 1944. vratila se u Sankt-Peterburg i bila prisiljena živjeti prevođenjem Leopardija i objavljivanjem eseja. Mnogi njeni rođaci i prijatelji ubijeni su, proganjani ili prisiljeni pobjeći iz zemlje.

## Zbirke pjesma
- "Bijelo jato",
- "Iva",
- "Poema bez heroja",
- "Trputac",
- "Anno Domini MCMXXI".

## Poveznai članci
- ukrajinska književnost
- ruska književnost

## Vanjske poveznice
- Pjesme Ane Ahmatove (eng.)
- Anna Akhmatova: a game with destiny (eng.)